# Friedrich Wetter
Friedrich Wetter (Landau in der Pfalz, 20 febbraio 1928) è un cardinale e arcivescovo cattolico tedesco, dal 2 febbraio 2007 arcivescovo emerito di Monaco e Frisinga.

## Biografia
Friedrich Wetter è nato il 20 febbraio 1928 a Landau in der Pfalz, regione del Palatinato e diocesi di Spira, nella parte sud-occidentale dell'allora Repubblica di Weimar (oggi Repubblica Federale di Germania).
Ha ricevuto l'ordinazione sacerdotale il 10 ottobre 1953, presso il Pontificio Collegio Germanico-Ungarico a Roma, per imposizione delle mani del cardinale Clemente Micara, vicario generale di Sua Santità per la diocesi di Roma; si è incardinato, venticinquenne, come presbitero della diocesi di Spira.

### Ministero episcopale e cardinalato

#### Vescovo di Spira

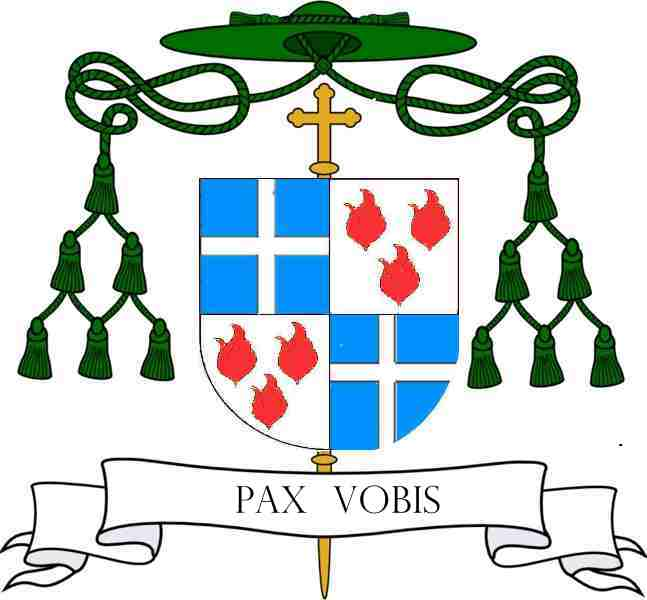
Stemma da vescovo di Spira.

Il 28 maggio 1968 papa Paolo VI lo ha nominato, quarantenne, vescovo di Spira; è succeduto al sessantaduenne Isidor Markus Emanuel, dimessosi per motivi di salute il 10 febbraio precedente. Ha ricevuto l'ordinazione episcopale il 29 giugno seguente, presso la cattedrale dei Santi Maria e Stefano, per imposizione delle mani di monsignor Emanuel, suo predecessore e vescovo titolare di Marazane, assistito dai co-consacranti Hermann Volk, vescovo di Magonza, e Alfred Kleinermeilert, vescovo titolare di Pausula e ausiliare di Treviri; ha preso possesso della diocesi durante la stessa cerimonia. Come suo motto episcopale ha scelto Pax vobis, che tradotto vuol dire "Pace a voi".

#### Arcivescovo di Monaco e Frisinga

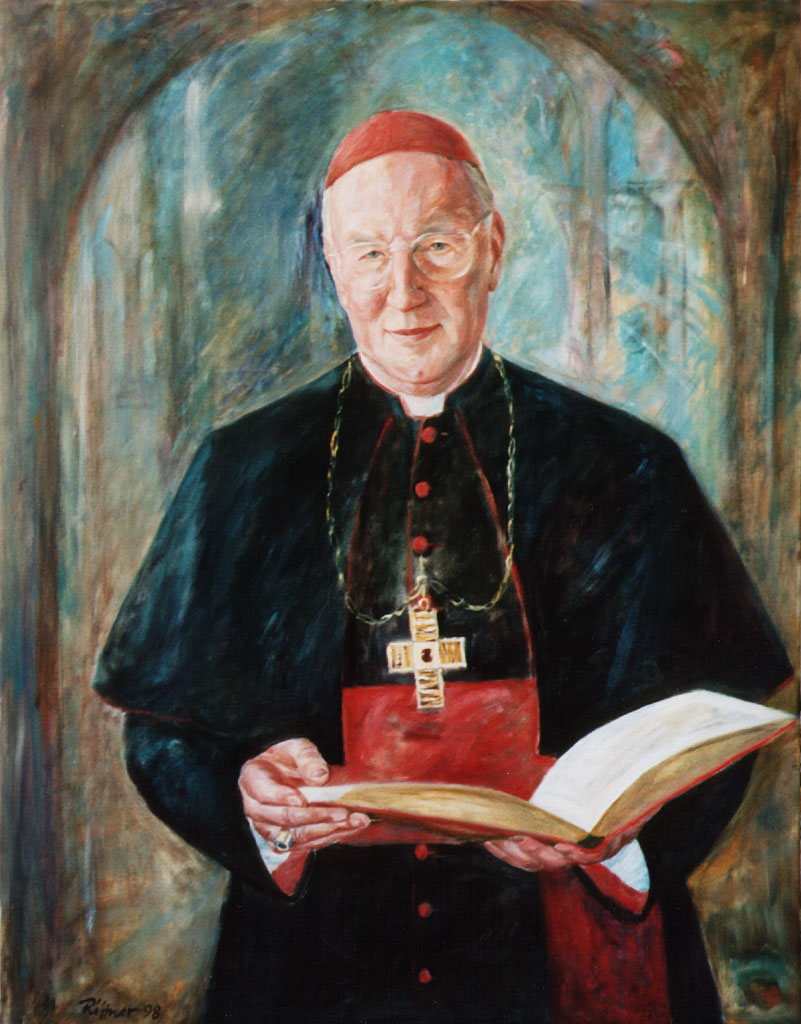
Günter Rittner, Il cardinale Friedrich Wetter (1998).

Il 28 ottobre 1982 Giovanni Paolo II lo ha promosso, cinquantaquattrenne, arcivescovo metropolita di Monaco e Frisinga; è succeduto al cardinale Joseph Ratzinger, dimessosi il 15 febbraio 1982 per dedicarsi esclusivamente al nuovo incarico di prefetto della Congregazione per la dottrina della fede. Ha preso possesso dell'arcidiocesi durante una cerimonia svoltasi presso la Frauenkirche a Monaco di Baviera il 12 dicembre successivo.
Il 24 aprile 1985, al termine dell'Udienza generale, papa Giovanni Paolo II ha annunciato la sua creazione a cardinale nel concistoro del 25 maggio seguente; è stato l'ottavo arcivescovo di Monaco e Frisinga a ricevere la porpora cardinalizia, il sesto consecutivo. Durante la cerimonia gli sono stati conferiti la berretta, l'anello ed il titolo cardinalizio di Santo Stefano al Monte Celio, vacante dal 6 maggio 1975, giorno della morte del cardinale ungherese József Mindszenty, arcivescovo emerito di Esztergom. Ha presso possesso della sua chiesa titolare in una celebrazione successiva.

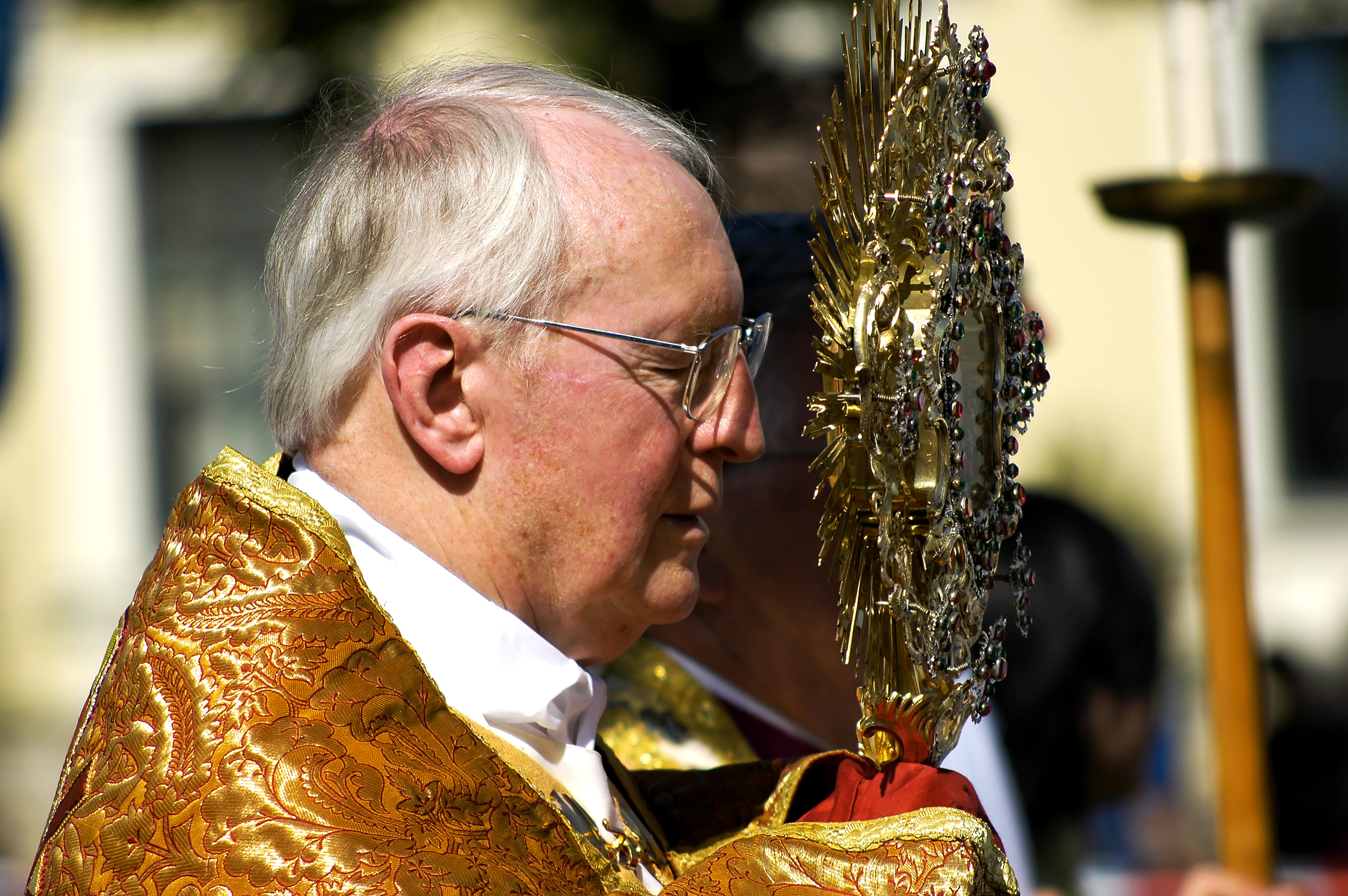
Il cardinale Wetter durante la processione del Corpus Domini il 15 giugno 2005.

Dopo la morte di papa Giovanni Paolo II, ha preso parte al conclave del 2005, che si è concluso con l'elezione al soglio pontificio del cardinale Joseph Ratzinger, prefetto della Congregazione per la dottrina della fede, con il nome di Benedetto XVI.

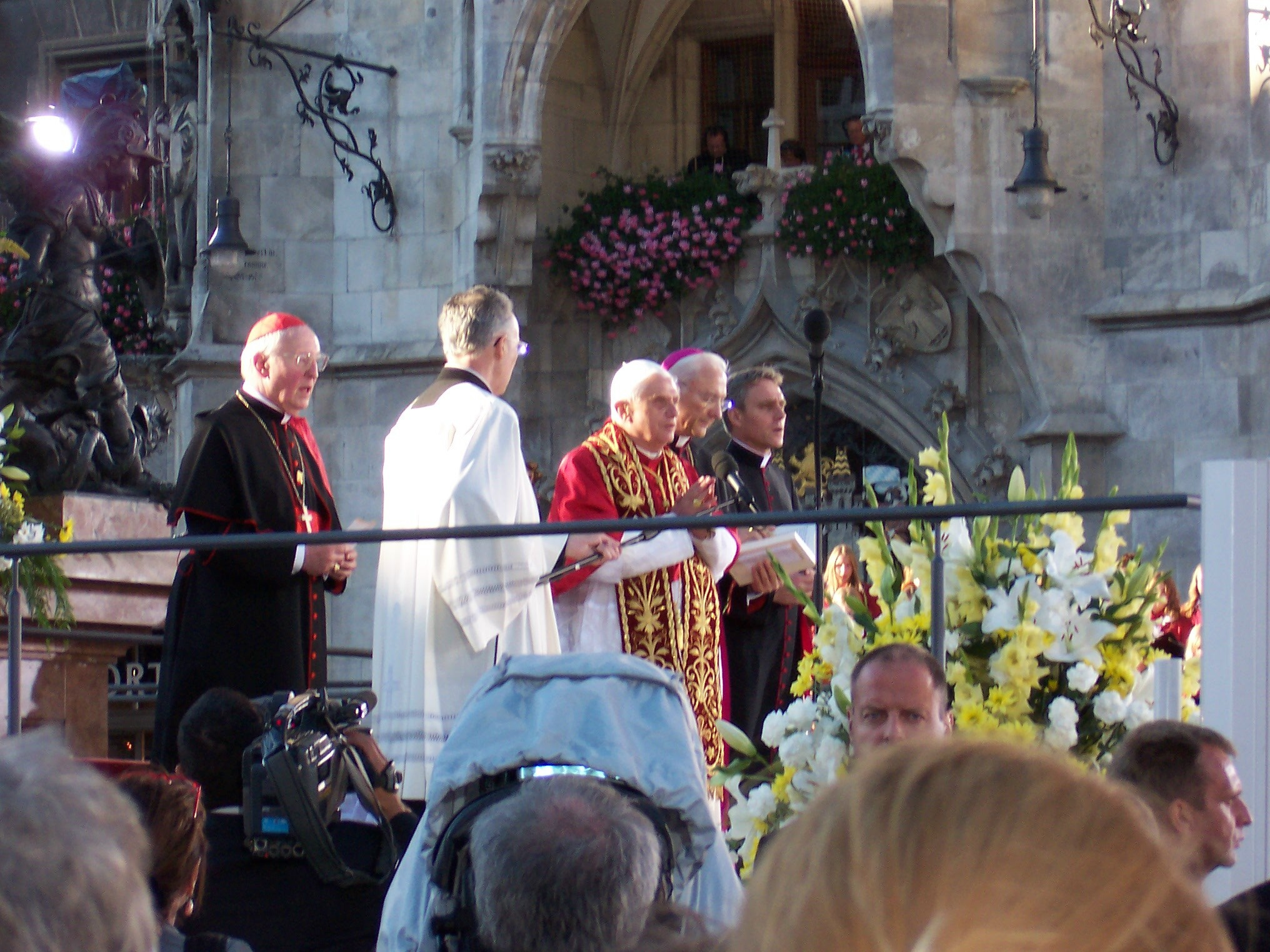
Il cardinale Wetter (primo a sinistra) durante il IV viaggio apostolico di Benedetto XVI, il secondo in Germania, il 9 settembre 2006.

Il 2 febbraio 2007 papa Benedetto XVI ha accettato la sua rinuncia dal governo pastorale dell'arcidiocesi di Monaco e Frisinga per raggiunti limiti d'età, ai sensi del can. 401 § 1 del Codice di diritto canonico, divenendone arcivescovo emerito all'età di quasi settantanove anni; il 30 novembre seguente gli è succeduto il cinquantaquattrenne Reinhard Marx, trasferito dalla sede di Treviri. Ha ricoperto l'incarico di amministratore apostolico dell'arcidiocesi fino all'insediamento del suo successore il 2 febbraio 2008.
Il 20 febbraio 2008, al compimento dell'ottantesimo genetliaco, ha perso il diritto di entrare in conclave ed ha cessato di essere membro dei dicasteri della Curia romana, in conformità all'art. II § 1-2 del motu proprio Ingravescentem Aetatem, pubblicato da papa Paolo VI il 21 novembre 1970.

## Genealogia episcopale e successione apostolica
La genealogia episcopale è:
- Cardinale Scipione Rebiba
- Cardinale Giulio Antonio Santorio
- Cardinale Girolamo Bernerio, O.P.
- Arcivescovo Galeazzo Sanvitale
- Cardinale Ludovico Ludovisi
- Cardinale Luigi Caetani
- Cardinale Ulderico Carpegna
- Cardinale Paluzzo Paluzzi Altieri degli Albertoni
- Papa Benedetto XIII
- Papa Benedetto XIV
- Papa Clemente XIII
- Cardinale Bernardino Giraud
- Cardinale Alessandro Mattei
- Cardinale Pietro Francesco Galleffi
- Cardinale Giacomo Filippo Fransoni
- Cardinale Antonio Saverio De Luca
- Arcivescovo Gregor Leonhard Andreas von Scherr, O.S.B.
- Arcivescovo Friedrich von Schreiber
- Arcivescovo Franz Joseph von Stein
- Arcivescovo Joseph von Schork
- Vescovo Ferdinand von Schlör
- Arcivescovo Johann Jakob von Hauck
- Arcivescovo Joseph Otto Kolb
- Vescovo Ludwig Sebastian
- Cardinale Joseph Wendel
- Vescovo Isidor Markus Emanuel
- Cardinale Friedrich Wetter

La successione apostolica è:
- Vescovo Ernst Gutting (1971)
- Vescovo Anton Schlembach (1983)
- Vescovo Engelbert Siebler (1986)
- Vescovo Viktor Josef Dammertz, O.S.B. (1993)
- Vescovo Bernhard Haßlberger (1994)
- Vescovo Franz Dietl (1999)
- Cardinale Gerhard Ludwig Müller (2002)

## Pubblicazioni

### Volumi
- (DE) Friedrich Wetter, Die Lehre Benedikts XII. vom intensiven Wachstum der Gottesschau (= Analecta Gregoriana, Folia 92, Series Facultatis Theologiae, Sectio B 31), Universitas Gregoriana, Romae 1958, (Simul Scripura Universitatis, Rom, Pontif. Univ. Gregoriana, Diss., 1956), Roma, Pontificia Università Gregoriana, 1958.
- (DE) Friedrich Wetter, Die Trinitätslehre des Johannes Duns Scotus (=Beiträge zur Geschichte der Philosophie und Theologie des Mittelalters, Vol. 41, Lib. 5), (parallelamente: Monaco di Baviera, Fac. Theol., Scrit. Habil. 28. Ottobre 1965), Münster, Aschendorff, 1967.
- (DE) Friedrich Wetter e Hermann Volk, Geheimnis des Glaubens. Gegenwart des Herrn und eucharistische Frömmigkeit, Mainz, Matthias-Grünewald-Verlag, 1968.
- (DE) Friedrich Wetter, Edith Stein. Zur Wahrheit berufen - vom Kreuz gesegnet. Ein Lebensbild (ed.sec.augment), München, Winfried Röhmel (Editore), Don-Bosco-Verlag, 1999.
- (DE) Friedrich Wetter, "Der Friede sei mit euch". Worte in die Zeit. Anlässlich des 80. Geburtstags des Kardinal, Freiburg, Wien, Fritz Weidmann (Editore), Herder, 2008.
- (DE) Friedrich Wetter, Hört und versteht! Meditationen über den Glauben, Sankt Ottilien, EOS Verlag Erzabtei St. Ottilien, 2019.

### Contributi in libri cumulativa
- (DE) Diener des Wortes – Überlegungen zum Verständnis des priesterlichen Amtes, in: European Academy of Sciences and Arts (Ed.), Erwin Möde (Ed.), An-Denken. Festgabe für Eugen Biser, Styria Verlag, Graz, Wien 1998, ISBN 3-222-12563-5, Pagina 133-144.

- (DE) Katholische Kirche und Orthodoxie in Russland, in: Gerhard Albert, Johannes Oeldemann (a cura di), Renovabis faciem terrae. Kirchliches Leben in Mittel- und Osteuropa an der Jahrtausendwende. Eugen Hillengass zu seinem 70. Geburtstag gewidmet, Trier, Paulinus, T2000, ISBN 3-790-20067-0, pp. 229-235.

- (DE) Hermann Volk, der Freund, in:  Karl Lehmann, Peter Reifenberg (a cura di), Zeuge des Wortes Gottes - Hermann Kardinal Volk, Mainz, Matthias-Grünewald-Verlag, 2004, ISBN 3-786-72552-7, pp. 247-251.

- (DE) „Nur wer Gott kennt, kennt den Menschen“ Der Mensch vor Gott im Denken Romano Guardinis, in Thorsten Paprotny (a cura di), Romano Guardini heute, Nordhausen, Bautz, 2007, ISBN 9-783-8830-9404-5, pp. 174-194.

- (DE) Liturgiereform als Kirchenreform, in: Martin Stuflesser (Ed.), Die Liturgiekonstitution des II. Vatikanischen Konzils. Eine Relecture nach 50 Jahren (= Theologie der Liturgie, Folio 7), Regensburg, Pustet, 2014, ISBN 9-783-7917-2618-2, pp. 17-30.